# ZeroTurnaround
ZeroTurnaround é uma empresa de software fundada por Jevgeni Kabanov e Toomas Römer, em 2008.

## História
Os fundadores Jevgeni Kabanov e Toomas Römer se conheceram no prestador de serviços de TI Webmedia (agora conhecido como Nortal) em Tartu, Estónia e começaram a trabalhar no projeto em Julho de 2006. Ele foi nomeado como ZeroTurnaround e financiado pela Webmedia em Setembro de 2008. O projeto rendeu não apenas uma empresa comercial, mas foi também o tema central da tese do Ph.D. A tese foi intitulada Para um trabalho mais produtivo  em Java EE. A partir de 2014, e de acordo com Kabanov, o produto está em uso em mais de 3.500 organizações em 80 países.

## Produtos
A ZeroTurnaround desenvolve e vende o plug-in JRebel, um plug-in destinado para desenvoldedores de Java,  que elimina o processo de build e redeploy do ciclo de desenvolvimento do Java EE. A companhia reverencia à essa tecnologia como uma "tecnologia de atualização rápida" ou também como uma "aplicação de reinicio dinâmico." 

## Financiamento
A empresa recebeu um investimento inicial de US$380.000 em Setembro de 2008 da empresa Webmedia, seguido pelo investimento adicional de US$2,700.000 em janeiro de 2014, ambos liderados pela Bain Capital Ventures. A empresa emprestou mais US$3 milhões em Março de 2014 do Investimento em Tecnologia Ocidental.

## Aquisições
Em Março 19, 2013 ZeroTurnaround anunciou que adquiriu Javeleon, uma empresa que faz ferramentas de produtividade para os desenvolvedores Java.

## Comunidade
A companhia é proprietária da comunidade RebelLabs, uma área de seu site com documentos e recursos destinado aos desenvolvedores  e do Grupo Virtual de Usuários Java (vJUG).